# Фединський Максим Ігорович
Макси́м І́горович Феди́нський — український військовик, пілот, командир 204-ї бригади тактичної авіації з 2015 по 2019 рік, учасник російсько-української війни, відзначився у ході російського вторгнення в Україну.

## Біографія
Станом на 2011 рік служив у 114 Івано-Франківській Талліннській Червоного прапора бригаді, виконував навчальні польоти. У 2013 році взяв участь у навчаннях «Чумацький шлях — 2013» у званні майора. У 2015 році очолив 204 бригаду авіації.
У 2023 році підполковника Максима Фединського відзначено двома державними нагородами — за особисту мужність, виявлену у захисті державного суверенітету та територіальної цілісності України, самовіддане виконання військового обов'язку.

## Нагороди
- Відзнака Президента України Хрест бойових заслуг (2023)
- Орден «За мужність» III ступеня (2023)